# Anna Heilman
Anna Heilman, urodzona jako Chana Wajcblum (ur. 1 grudnia 1928 w Warszawie, zm. 1 maja 2011 w Ottawie) – żydowska uczestniczka ruchu oporu.

## Życiorys
Urodziła się w zasymilowanej rodzinie żydowskiej, jej rodzice Jakub i Rebeka z domu Wajcman byli głuchoniemi, Chana i jej siostry Estusia (Estera) i Sabina były słyszące. Jakub Wajcblum był właścicielem fabryki „Snycerpol”, która zatrudniała niesłyszących i produkowała drewniane rękodzieło.
Po utworzeniu getta dom przy Miłej 38 znalazł się w jego granicach. Sabina Wajcblum uciekła z getta z narzeczonym, a Chana wstąpiła do Ha-Szomer Ha-Cair, chciała walczyć podczas powstania w getcie, ale na prośbę rodziców pozostała w domu rodzinnym. W maju 1943 cała rodzina została jednym z transportów przewieziona do obozu na Majdanku, gdzie Jakub i Rebeka jako inwalidzi zostali natychmiast uśmierceni. Anna i Estusia przebywały na Majdanku do września 1943 po czym zostały przetransportowane do obozu Auschwitz-Birkenau. Należała do grupy więźniarek zatrudnionych w fabryce prochu „Union” w Monowicach, gdy zawiązał się spisek w Sonderkommando mający na celu zniszczenie jednego z krematoriów, Chana została wtajemniczona. Ona, Róża Robota, Ala Gertner, Regina Safirsztajn, Róża Grunapfel Meth, Hadassa Złotnicka, Marta Bindiger, Genia Fischer, Inge Frank oraz siostra Chany Estusia i inne kobiety pracujące w fabryce, postanowiły przemycać z fabryki proch potrzebny do wysadzenia krematorium. Opracowały kilka sposobów realizacji swojego planu, były to woreczki przyszyte do wewnętrznej strony sukienek, węzełki chustek noszonych na głowie, przenoszenie prochu pod paznokciami i na dłoniach. Gdy widziały, że będą przeszukiwane, pozbywały się prochu wysypując go na ziemię, otrzepując ręce. Bunt w Sonderkommando w Krematorium IV wybuchł 7 października 1944, krematorium to zostało częściowo zniszczone, ale cała akcja zakończyła się niepowodzeniem. Cześć więźniarek została zadenuncjowana, Róża Robota, Ala Gertner, Regina Safirsztajn i Estusia Wajcblum trafiły do bunkra karnego w centralnej części obozu i były tam przez miesiąc torturowane, ale nikogo nie wydały. Wyrok śmierci poprzez powieszenie wykonano 5 stycznia 1945.
Chana przeżyła ewakuację obozu, marsz śmierci do Ravensbrück i transport do Neustadt-Glewe i była w grupie więźniów wyzwolonych przez Armię Czerwoną 2 maja 1945. Nie powróciła do Polski, po rocznym pobycie w Belgii wyjechała w maju 1946 do Mandatu Palestyny, gdzie odnalazła swoją siostrę Sabinę z rodziną, ukończyła liceum i w marcu 1947 wyszła za mąż za Joszuę Heilmana. Ukończyła studia w zakresie pomocy społecznej, urodziła dwie córki i wyemigrowała z mężem do Kanady (jako Anna Heilman), gdzie pracowała w kanadyjskim Towarzystwie Pomocy Dzieciom w Ottawie.
W 1991 w Jad Waszem odbyła się uroczystość odsłonięcia pomnika upamiętniającego zgładzone w Auschwitz Alę, Estusię, Różę i Reginę, podczas obchodów Anna wspomniała, że będąc w obozie prowadziła dziennik, który tam zaginął. Ponieważ nikt z jej wnuków nie mówił po polsku, postanowiono, że Anna będzie z pamięci odtwarzała to, co wtedy zapisywała, ale w wersji przetłumaczonej na angielski. W ten sposób powstała książka Never Far Away: Auschwitz Chronicles of Anna Heilman, która ukazała się w 2001, a rok później otrzymała nagrodę miasta Ottawy. Anna Heilman została przedstawiona jako jedna z bohaterek w nakręconym w 2003 filmie Unlikely Heroes o żydowskim ruchu oporu podczas II wojny światowej.